# Marco Conidi
Marco Conidi (Roma, 15 agosto 1966) è un cantautore e attore italiano.

## Biografia
Inizia le sue esperienze artistiche in modo dilettantistico, dividendosi fra il rugby e la musica. Il suo album di esordio è Ferragosto '66.
Nel 1989 scrive per Paola Turci Paura di vivere (la lettera) contenuto nel disco Paola Turci; il brano mette in evidenza i filoni creativi tipici del primo Conidi (il dolore, il riscatto, la paura, la religione) e per un certo periodo viene inserito da Paola nelle sue scalette dal vivo. In inverno c'è la partecipazione a DOC International Club, dove viene eseguito un minishowcase dell'album di esordio, con Fidati di me e Quanti come noi; per l'occasione, Conidi è accompagnato da un gruppo di amici che comprende: Max Minoia alla batteria, Frank Minoia al basso, Susanna Parigi al pianoforte ed Enrico Cosimi alle tastiere. Nell'estate del 1990 Conidi riscuote un discreto successo nella edizione pomeridiana del Nuovo Cantagiro. Il primo vero riscontro col pubblico è nel 1991, quando insieme a Bungaro e Rosario Di Bella, partecipa al Festival di Sanremo nella sezione Nuove Proposte con il brano E noi qui.
Nel 1992 il disco C'è in giro un'altra razza segna l'inizio del rapporto con la Sony, ristampato l'anno successivo con l'aggiunta di Non è tardi (brano proposto al Festival di Sanremo 1993) e La rivoluzione del '93 (brano con cui Conidi vince il Palmolive Optimus Festival Radio di Radio Dimensione Suono).
Nel 1994 viene pubblicato il mini-CD Stella di città in cui è contenuta l'omonima canzone, cover del brano Runaway Train dei Soul Asylum. Ad accompagnarlo sono musicisti in arrivo dai Rocking Chairs, formazione emiliana di street rock americano, e destinati ad unirsi a Luciano Ligabue a partire dall'album Buon compleanno Elvis.
Il 1995 vede Marco partecipare, insieme a nomi come Luca Barbarossa e Rossana Casale al tributo a Bruce Springsteen intitolato For You - A Tribute to Bruce Springsteen e pubblicato da Totem/Sony Music.
Nell'omonimo album del 1998, la cui produzione artistica è di Vincenzo Mancuso e Ermanno Labianca, spiccano Un passo via da te, cover di One Step Up di Bruce Springsteen (autorizzata dallo stesso e già inclusa nel tributo discografico For You), e Italiani d'America. L'ultimo brano sarà poi interpretato anche da Luca Barbarossa, ottenendo riconoscimenti ufficiali.
Nuvole e regole esce nel 2005 frutto della collaborazione artistica con il produttore/arrangiatore Ionta, un disco marcato da sonorità nuove, e da collaborazioni importanti (Gianmarco Tognazzi, Sergio Cammariere, Flaminio Maphia).
Nel 2006 esce l'album Mai soli mai come allegato al periodico Il Romanista. L'album raccoglie canzoni su Roma e sulla As Roma, squadra del cuore del cantante. Nello stesso anno partecipa al programma musicale per la tv "MIlleVoci" col brano "L'amore che viene".
Nel 2007 esce l'album Miracoli non se ne fanno, anticipato di una settimana dal singolo Ti do di me.
Nel 2010 esordisce come attore partecipando alla seconda serie della fiction televisiva Romanzo criminale - La serie nel ruolo di Botola.
Nell'ottobre 2011 l'etichetta Route 61 pubblica Cinque anni, disco che raccoglie materiale inedito tratto dalle session 1993/1997 che portarono a Marco Conidi (1998). La raccolta - compilata e prodotta da Ermanno Labianca, non nuovo a collaborazioni con il cantautore romano - presenta demo con band, provini, versioni alternative di pezzi già editi (Una vita da far brillare), cover live (Terra dove andare di Ivano Fossati) e una versione acustica di Che sarà.
È anche uno dei membri del gruppo folk romano "Orchestraccia", che tra i vari componenti comprende anche personaggi noti come Edoardo Pesce, Edoardo Leo, Giorgio Caputo e Maurizio Filardo. La formazione romana partecipa nel marzo 2012 al programma televisivo The Show Must Go Off, con Serena Dandini su La7.
Il 28 gennaio 2024 è ospite con l'Orchestraccia di Mara Venier a Domenica in e si esibiscono cantando Quello non era amore e Tutto il resto è noia.
Nel marzo 2025 insieme a Lorella Boccia inizia a condurre Musica mia, programma di Rai 2 incentrato sulla musica popolare.

## Discografia

### Album
- 1989 – Ferragosto '66
- 1991 – Marco conta uno due tre
- 1992 – C'è in giro un'altra razza
- 1994 – Stella di città
- 1998 – Marco Conidi
- 2001 – Reprise
- 2005 – Nuvole e regole
- 2006 – Mai soli mai
- 2007 – Miracoli non se ne fanno
- 2011 – Cinque anni

### Singoli
- 2012 – Un'occasione bellissima/Alla Renella (con l'Orchestraccia)

## Filmografia

### Cinema
- Alì ha gli occhi azzurri (2012)
- Diaz - Don't Clean Up This Blood (2012)
- Buongiorno papà (2013)
- Cha cha cha (2013)
- Tre giorni dopo (2013)
- Smetto quando voglio (2014)
- La casa di famiglia (2017)
- Non ci resta che il crimine, regia di Massimiliano Bruno (2019)
- Vivere, regia di Francesca Archibugi (2019)
- Cetto c'è senzadubbiamente, regia di Giulio Manfredonia (2019)
- Cambio tutto!, regia di Guido Chiesa (2020)
- In fuga con Babbo Natale, regia di Volfango De Biasi (2023)
- Tu quoque, regia di Gianni Quinto (2025)

### Televisione
- Romanzo criminale - La serie - serie TV (2010)
- Il giudice meschino - miniserie TV (2014)
- Il sistema - serie TV (2016)
- Rocco Schiavone - serie TV, episodio 1x06 (2016)
- Immaturi - La serie - serie TV (2018)
- Prisma - serie TV

## Programmi televisivi
- Musica mia (Rai 2, 2025)